# 리코더 시험
"리코더 시험"은 2011년에 제작한 대한민국의 영화이다.

## 캐스팅
- 황정원 : 은희 역
- 박명신 : 엄마 역
- 정인기 : 아빠 역